# O Campo (La Vega)
O Campo es una entidad de población situada en la parroquia de Valdín, del municipio español de La Vega, en la provincia de Orense, Galicia.

## Demografía
La entidad de población de O Campo no consta ni en las bases de datos del INE ni en las del IGE por lo que se desconocen los datos demográficos de la misma.